# Champions World Class Soccer
Champions World Class Soccer (traducible al español como Campeones de fútbol de clase mundial) es un videojuego de fútbol lanzado para las plataformas Sega Genesis y Super Nintendo Entertainment System en 1993 y 1994, desarrollado por Park Place Productions y publicado por Flying Edge y Acclaim.
Los modos de juego incluidos en el juego son Exhibition Match (un jugador o dos jugadores) y el Modo Torneo. El progreso a través del torneo se puede guardar a través de una contraseña dada al final de cada partido. También hay opciones para activar o desactivar faltas y fuera de juego, así como seleccionar la cantidad de tiempo permitido para que se juegue el partido.

## Selecciones
Hay 41 selecciones nacionales en el juego:
| Confederación                                                    | Selección  |
| ---------------------------------------------------------------- | ---------- |
|                                                                  | Alemania   |
| Austria                                                          |            |
| Bélgica                                                          |            |
| Dinamarca                                                        |            |
| Escocia                                                          |            |
| España                                                           |            |
| Francia                                                          |            |
| Gales                                                            |            |
| Grecia                                                           |            |
| Inglaterra (aparece en el juego bajo la bandera del Reino Unido) |            |
| Irlanda                                                          |            |
| Israel                                                           |            |
| Italia                                                           |            |
| Países Bajos                                                     |            |
| Portugal                                                         |            |
| Rumania                                                          |            |
| Rusia                                                            |            |
| Suecia                                                           |            |
| Suiza                                                            |            |
|                                                                  | Argentina  |
| Bolivia                                                          |            |
| Brasil                                                           |            |
| Chile                                                            |            |
| Colombia                                                         |            |
| Ecuador                                                          |            |
| Paraguay                                                         |            |
| Perú                                                             |            |
| Uruguay                                                          |            |
| Venezuela                                                        |            |
|                                                                  | Canadá     |
| Estados Unidos                                                   |            |
| Jamaica                                                          |            |
| México                                                           |            |
|                                                                  | Camerún    |
| Marruecos                                                        |            |
| Nigeria                                                          |            |
|                                                                  | Afganistán |
| Arabia Saudita                                                   |            |
| Emiratos Árabes                                                  |            |
| Japón                                                            |            |
|                                                                  | Australia  |